# Kristian Lundin
Kristian Carl Marcus Lundin (nascido em 7 de maio de 1973), conhecido profissionalmente como Kristian Lundin, é um produtor e compositor musical sueco.

## Carreira
Kristian destacou-se na composição de canções pop, como "Quit Playing Games (with My Heart)", que produziu com o compatriota Max Martin para o grupo masculino Backstreet Boys. Ele seguiu trabalhando em diversas canções como "Tearin 'Up My Heart", para o grupo masculino 'N Sync, tornando-se o corresponsável pela sua composição e produção.
Após a morte de Denniz Pop, Kristian continuou a trabalhar com outros membros da equipe do Cheiron Studios, incluindo Max Martin, Andreas Carlsson e Jake Schulze. Eles escreveram e produziram canções que obtiveram êxito comercial, como "Bye Bye Bye" ('N Sync), "Born to Make You Happy" (Britney Spears) ou "That's the Way It Is" e "I'm Alive" (ambas de Celine Dion), dentre outras.